# Castellar de la Muela
Castellar de la Muela település Spanyolországban, Guadalajara tartományban. Castellar de la Muela Hombrados, Morenilla, Prados Redondos, Molina de Aragón és Campillo de Dueñas községekkel határos. Lakosainak száma 19 fő (2024).

## Népesség
A település népessége az utóbbi években az alábbiak szerint változott:
| Lakosok száma | 43   | 42   | 38   | 33   | 38   | 37   | 37   | 22   | 32   | 19   |
|               | 2001 | 2004 | 2006 | 2009 | 2011 | 2014 | 2016 | 2019 | 2021 | 2024 |